# Lieberoser Endmoräne
Das Naturschutzgebiet Lieberoser Endmoräne liegt auf dem Gebiet der Landkreise Dahme-Spreewald und Spree-Neiße in Brandenburg. Benannt ist es nach der nördlich des Naturschutzgebietes liegenden Stadt Lieberose.
Das 6714,15 ha große Naturschutzgebiet, das mit Verordnung vom 8. Dezember 1999 unter Naturschutz gestellt wurde, erstreckt sich zwischen Butzen (niedersorbisch Bucyn) im Westen und Schönhöhe (niedersorbisch Šejnejda) im Osten.
Die B 168 durchquert das Gebiet in Nord-Süd-Richtung, am nordwestlichen Rand verläuft die Landesstraße L 44.